# ビバユー
ビバユー (VIVA YOU) は、日本のファッションブランド。ヒロミチナカノが企画し、サンエー・インターナショナルから発売されたが、2011春夏シーズンをもって発売を終了した。